# Espen Kofstad
Espen Kofstad (nascido em 11 de agosto de 1987) é um jogador profissional de golfe da Dinamarca, que joga no Challenge Tour.
Tornou-se profissional em 2011.
Representou a Dinamarca no jogo por tacadas individual masculino do golfe nos Jogos Olímpicos de Verão de 2016, realizados no Rio de Janeiro, Brasil.